# Ampelocrinida
Ordre
Ordres de rang inférieur
- † Ampelocrinidae
- † Calceolispongiidae
- † Corythocrinidae
- † Tribrachyocrinidae

Les Ampelocrinida sont un ordre éteint de crinoïdes de la sous-classe des Cladida. Une certaine confusion existe quant-au fait que l'ordre puisse aussi être rangé parmi les Articulata.
Selon Fossilworks, les espèces des quatre différentes familles se retrouvent dans des terrains datant du Carbonifère au Permien, avec une répartition mondiale. Le genre Tasmanocrinus n'est affecté à aucune famille pour le moment.